# أندريس نونيز
أندريس نونيز (بالإسبانية: Andrés Núñez)‏ (27 يوليو 1976 في كوستاريكا - ) هو مدرب كرة قدم ولاعب كرة قدم كوستاريكي في مركز الدفاع. شارك مع منتخب كوستاريكا لكرة القدم. أما مع النوادي، فقد لعب مع ديبورتيفو سابريسا ونادي جامعة كوستاريكا ‏ ونادي كارتاهينيس وBrujas F.C. ‏ وA.D. Santa Bárbara ‏ ونادي هيريديانو.

## وصلات خارجية
- أندريس نونيز على موقع الاتحاد الدولي (مؤرشف)  (الإنجليزية)
- أندريس نونيز على موقع قاعدة بيانات كرة القدم.إي يو (الإنجليزية)
- أندريس نونيز على موقع ناشيونال فوتبول تيمز (الإنجليزية)
- أندريس نونيز على موقع عالم كرة القدم.نت (الإنجليزية)